# Donald Smith, 1:e baron Strathcona och Mount Royal
Donald Alexander Smith 1:e baron Strathcona och Mount Royal, född den 6 augusti 1820 i Forres, Skottland, död den 21 januari 1914 i London, var en kanadensisk finansman och politiker.

## Biografi
Smith fick genom förmedling av sin morbror pälshandlanden John Stewart 1838 anställning i Hudson-bay-kompaniets tjänst, organiserade pälsverkshandeln i Labrador och steg så småningom till kompaniets verkställande direktör (1868). Sedan kompaniet samma år överlåtit sina territoriella rättigheter till kronan och i samband därmed Riels uppror 1869 utbröt, utsågs Smith av Kanadas regering till utomordentlig kommissarie med vidsträckta fullmakter för upprorets undertryckande och undersökning av de missförhållanden, som föranlett resningen. Han löste denna uppgift med överlägsen takt och skicklighet, fungerade en tid bortåt som tillförordnad guvernör i Nordvästterritoriet och valdes 1870 till medlem av den nybildade provinsen Manitobas första lagstiftande församling; år 1871 blev han även en av dess representanter i dominionparlamentet och samma år regeringskommissarie för Nordvästområdet. År 1872 inträdde han i det för detta områdes förvaltning upprättade rådet.
Smith spelade under de följande åren jämte sin kusin George Stephen en ledande roll inom Brittiska Nordamerikas livligt omstridda järnvägspolitik och hade väsentlig andel i Manitobas förseende med goda järnvägskommunikationer, ett livsvillkor för landets löftesrika ekonomiska utveckling, och det var de båda kusinernas energi, som mer än något annat pådrev arbetet på Kanadas första transkontinentala järnväg, vilken fulländades 1885. Smith lämnade parlamentet 1882, men tillhörde det ånyo 1887-96 och var sedermera till sin död Kanadas regeringsombud (high commissioner) i London. År 1889 blev han guvernör för Hudson-bay-kompaniet, vars ledande man han redan förut flera årtionden varit; 1897 upphöjdes han till peer med titeln baron Strathcona och Mount Royal. Under boerkriget uppsatte Smith ett kavalleriregemente av utmärkta ryttare från "vilda västern" (Strathcona’s horse), vilket skördade många lagrar. Han inlade även stora förtjänster om utvecklingen av västra Kanadas vattenförbindelser och om främjandet av emigrationen till Kanada samt var frikostig donator för kulturella ändamål både i Kanada och sin skotska hembygd.